# Calvin Stengs
Calvin Stengs (Nieuw-Vennep, 18 de diciembre de 1998) es un futbolista neerlandés que juega en la demarcación de extremo para el Feyenoord de la Eredivisie.

## Biografía
Tras empezar a formarse con el HFC Haarlem, en 2010 se marchó a la disciplina del AZ Alkmaar. Seis años después debutó con el segundo equipo, el Jong AZ. Tan solo una temporada después ya debutó con el primer equipo. Lo hizo en los octavos de final de la Copa de los Países Bajos el 14 de diciembre de 2016 contra el ASWH. Su primer gol con el club se produjo el 17 de mayo de 2017, en los play-off para jugar en la Liga Europa de la UEFA contra el F. C. Groningen.
En julio de 2021 abandonó el AZ Alkmaar después de ser traspasado al O. G. C. Niza. En agosto del año siguiente, tras haber empezado su segunda campaña en Francia, fue cedido al Royal Antwerp F. C. Con este equipo consiguió ganar la Pro League y la Copa de Bélgica. Una vez expiró la cesión regresó a los Países Bajos al ser vendido al Feyenoord.

## Selección nacional
Tras haber sido internacional en categoría sub-21, el 19 de noviembre de 2019 debutó con la selección absoluta de los Países Bajos ante Estonia en partido correspondiente a la clasificación para la Eurocopa 2020 que el conjunto neerlandés venció por 5-0.

## Clubes
| Club                         | País         | Año       | Partidos | Goles |
| ---------------------------- | ------------ | --------- | -------- | ----- |
| Jong AZ                      | Países Bajos | 2016      | 24       | 6     |
| AZ Alkmaar                   | Países Bajos | 2016-2021 | 113      | 24    |
| O. G. C. Niza                | Francia      | 2021-2022 | 32       | 1     |
| Royal Antwerp F. C. (cedido) | Bélgica      | 2022-2023 | 31       | 3     |
| Feyenoord                    | Países Bajos | 2023-     | 59       | 9     |

## Palmarés

### Campeonatos nacionales
| Título                        | Club                | País         | Año  |
| ----------------------------- | ------------------- | ------------ | ---- |
| Tweede Divisie                | Jong AZ             | Países Bajos | 2017 |
| Copa de Bélgica               | Royal Antwerp F. C. | Bélgica      | 2023 |
| Pro League                    | Royal Antwerp F. C. | Bélgica      | 2023 |
| Copa de los Países Bajos      | Feyenoord           | Países Bajos | 2024 |
| Supercopa de los Países Bajos | Feyenoord           | Países Bajos | 2024 |